# 橋本金一
橋本 金一（はしもと きんいち、1890年12月5日 - 1959年11月18日）は、日本の政治家。衆議院議員（2期）。

## 経歴
愛知県名古屋市新柳町（現・名古屋市中区）出身。名古屋市議、愛知県議、同副議長となる。食品販売業のほか、名古屋青果物商業協同組合、愛知県木製品商工組合、名古屋青果物荷受商業協同組合各理事長ほか、愛知県木製工業(株)、名古屋青果物(株)、大西証券、大金証券各(株)社長などを歴任した。
1946年の第22回衆議院議員総選挙で愛知1区(大選挙区)から日本進歩党公認で立候補するが次点で落選。翌1947年の第23回衆議院議員総選挙において愛知1区から民主党公認で立候補して初当選。1949年の第24回衆議院議員総選挙で再選。この間民主党政調会決算部長、総務委員を務めた。1952年の第25回衆議院議員総選挙では改進党公認で立候補して落選。1953年の第26回衆議院議員総選挙には立候補しなかった。
1959年死去。